# Euthalia thibetana
Euthalia thibetana is een vlinder uit de onderfamilie Limenitidinae van de familie Nymphalidae. De wetenschappelijke naam van de soort is voor het eerst geldig gepubliceerd in 1886 door Gustave Arthur Poujade.